# Prycza

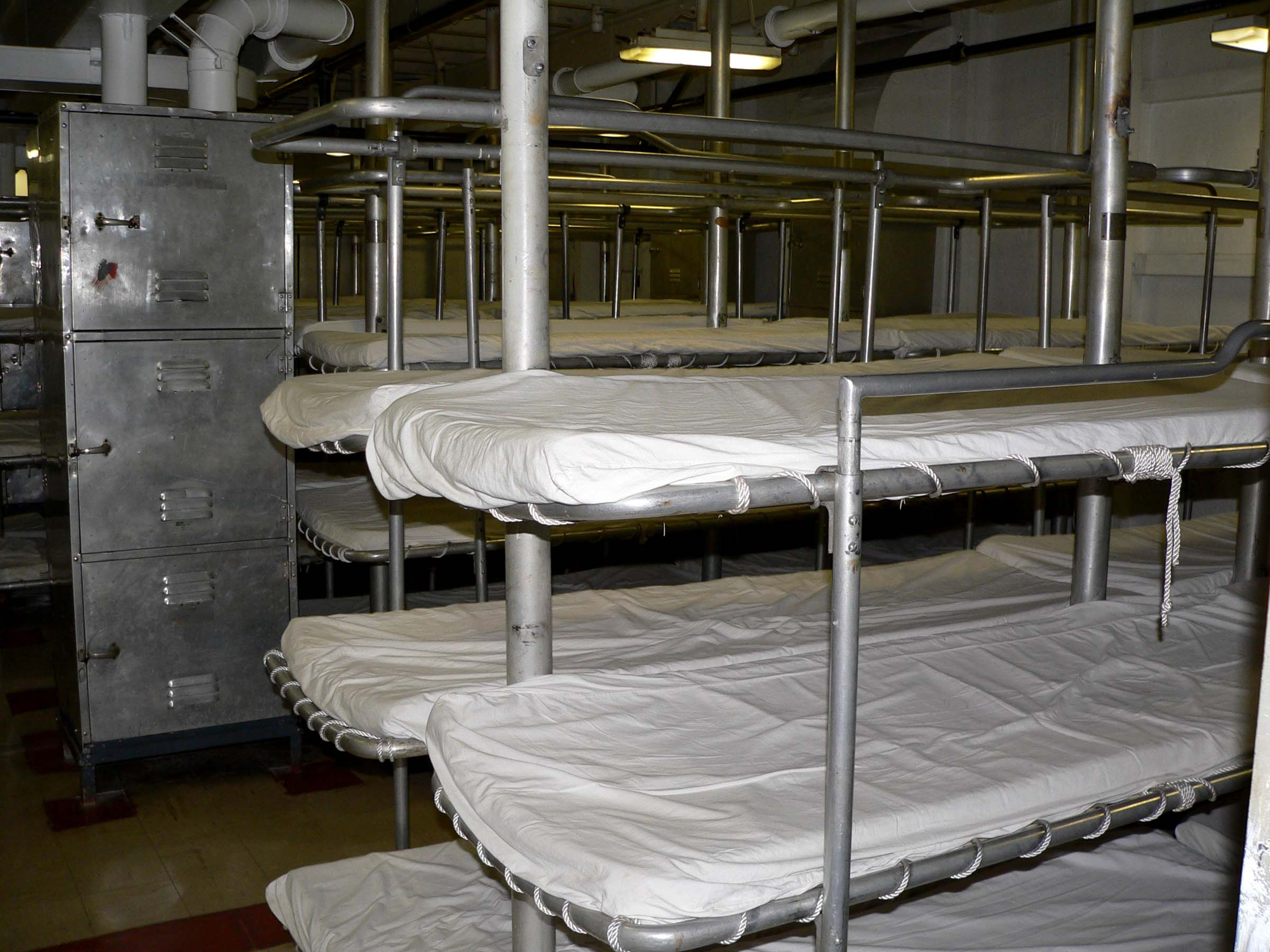
Prycze (koje) marynarskie na okręcie.

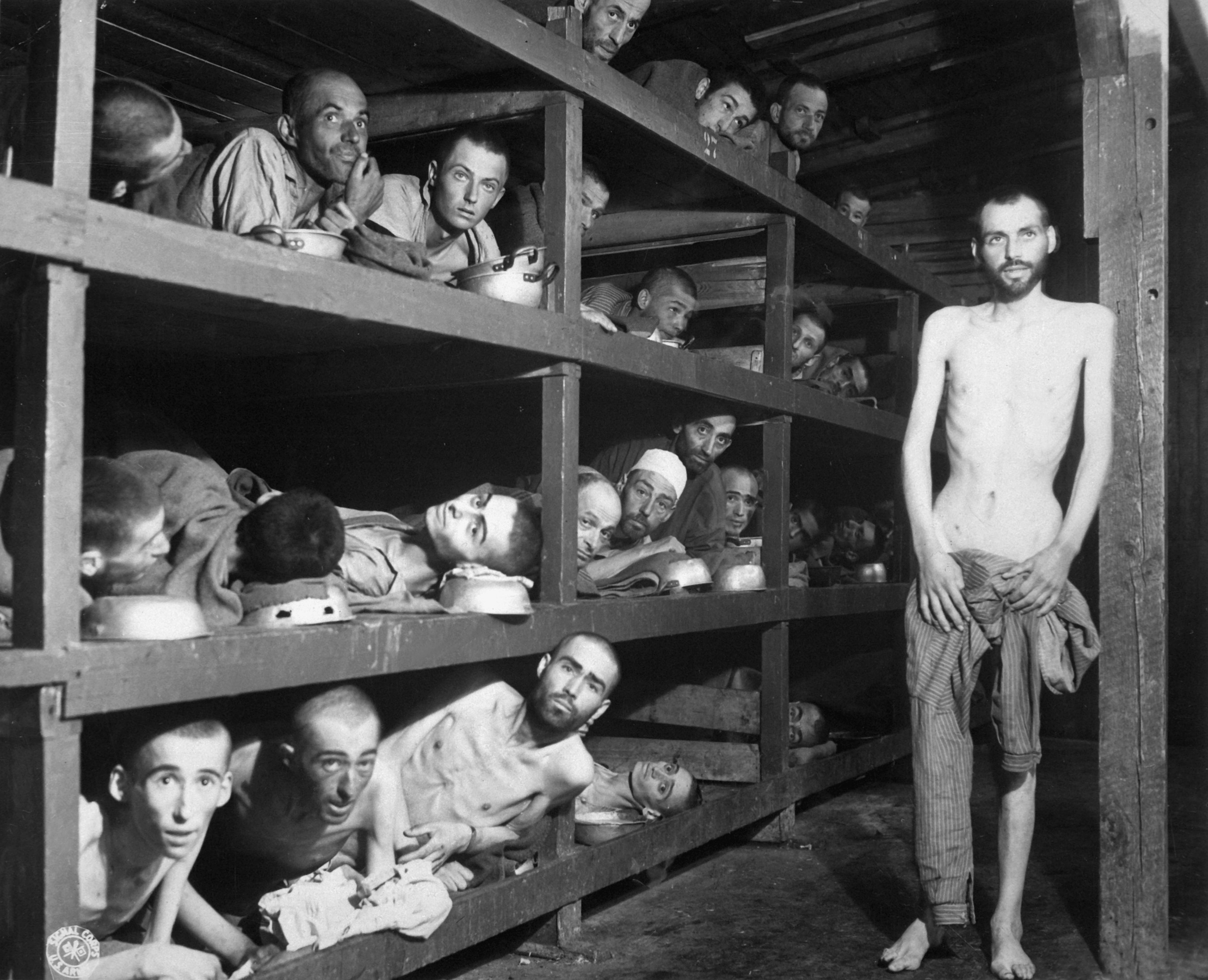
Prycze w obozie koncentracyjnym Buchenwald.

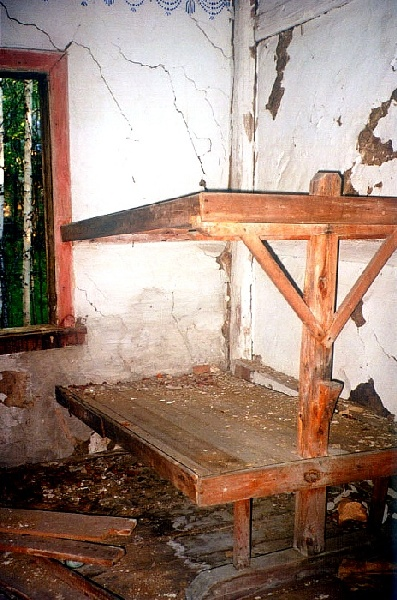
Prycze w łagrze.

Prycza, dawniej nary – prymitywne łóżko zbudowane najczęściej z żerdzi lub desek. Używane jest np. w zakładach karnych, obozach pracy, obozach koncentracyjnych.
Ponieważ jest łatwa w budowie, jest stosowana również na obozach harcerskich lub w ośrodkach organizujących zielone szkoły. Jest wtedy wyplatana linką, dzięki czemu wygląda estetycznie i jest funkcjonalna.
Zobacz też: koja, łóżko polowe.